# Dara Janeković
Darinka Dara Janeković (Stepanovićevo, Novi Sad 1. prosinca 1924. – 30. srpnja 2021.) bila je hrvatska novinarka i publicistkinja.
Sudionik antifašističke i oslobodilačke borbe 1941-1945. Tada počinje raditi u partizanskim novinama. Na kraju rata ima čin kapetan I. klase. Nakon rata posvetila se novinarstvu i publicistici. Dovršava gimnaziju, studira pravo, uči jezike, stenografiju, daktilografiju…
Dvadeset pet godina radila kao inozemni dopisnik za kuću Vjesnik, ponajviše kao specijalni izvjestitelj s raznih međunarodnih događaja, s krznih područja i iz zemalja na svim kontintentima. 1950-ih i 1960-ih dva puta stalna izvjestiteljica iz Pariza. Prati konferencije o razoružanju u Ženevi, rat u Vijetnamu i Alžiru. Zbog kritičkog pisanja o zločinima francuske vojske te podržavanja alžirske oslobodilačke borbe, ekstremistička organizacija OAS osudila je 1961. na smrt. U kući u kojoj je stanovala eksplodirala je podmetnuta bomba.
Od 1962. dopisnica za zemlje sjeverne Afrike sa sjedištem u Alžiru. Odatle putuje u mnoge tek oslobođene zemlje Afrike: Egipat, Sudan, Ugandu, Mali, Keniju, Tanzaniju, Zambiju itd, te piše serije reportaža, feljtona, eseja i fotoreportaža. Izvještavala je i iz Španjolske, Poljske, Kine, Rumunjske, Grčke, SSSR-a, Velike Britanije itd.
Izvještavala je sa svjetskih konferencija o razoružanju u Ženevi, konferencija nesvrstanih itd.
Za vrijeme izraelsko-arapskog rata 1967. izvještava iz Tel Aviva, a zatim više puta iz Sirije, Jordana, Iraka, Libanona, Egipta, Libije i Kuvajtu. Bila je u iračkom Kurdistanu, s kurdskim borcima za slobodu (1970.) i tada, u šumama blizu iranske granice, razgovarala s njihovim vođom Mustafom el Barzanijem. Više puta obišla je sva ratišta Srednjeg i Bliskog istoka i sve zemlje toga područja. Neko vrijeme provela je s palestinskim borcima. Imala je tri razgovra s vođom PLO-a Jaserom Arafatom.
Boravila je i u Panami, Meksiku, Venezueli, više puta u Kini i Južnoj Koreji. Njen razgovor s kineskim premijerom Zhou Enlaiem (1971.) prenijeli su mnogi svjetski listovi i velike agencije: New York Times, Epoca, Europeo, japanski i drugi listovi. Druge njene reportaže, intervjui i feljtoni bili su također prenošeni u raznim zemljama, a također su objavljivani i tekstovi o njoj.
Vrlo su zapažena bila njena tri razgovora s Josipom Brozom Titom o zabrinjavajućem stanju u zemlji 1972., 1973. i 1976. Te razgovore zabilježili su i prenijeli mnogi svjetski listovi i agencije. U drugom i trećem razgovoru bila su njena pitanja vrlo oštro intonirana, govoreći o rastućoj krizi u zemlji, i Titovi su odgovori bili podjednako oštri, pa su ih razni birokrati oko Tita ublažavali i cenzurirali.
Nastupila je kao gošća u ime Jugoslavije na tribini OUN o temi Informiranje i razvoj (24. listopada 1974.). Kao članica jugoslavenske delegacije nastupala je i sudjelovala na Prvoj konferenciji Mediteranskih zemalja u Alžiru 1964., Svjetskom kongresu žena u Berlinu 1975., Dvanaestoj generalnoj skupštini Svjetske federacije rathin veterana antifašista u Haagu 1967. itd.
Bila je predsjednica Društva novinara Hrvatske i potpredsjednica Saveza novinara Jugoslavije 1972. – 1978. U tom razdoblju uspjela je da se Društvu vrati Novinarski dom u Zagrebu, nakon što je to spomenula u razgovoru s Josipom Brozom Titom i on dao podršku. Borila se za bolji status novinara i više slobode. Tada je bila pokrenuta inicijativa da se novinarima prizna beneficirani radni staž, na osnovu istraživanja koja su pokazala da je život novinara, nakon rudara, najkraći; to nije bilo odobreno.
Za reportažu o podjeljenoj Koreji Zaboravljena trideset i osma paralela dobila je u Pragu Međunarodnu nagradu za reportažu. Dobila je nagradu Zlatno pero 1972., nagradu "Otokar Keršovani" Društva novinara Hrvatske za životno djelo, te nagradu "Moša Pijade" Saveza novinara Jugoslavije, također za životno djelo. Dobitnica niza ordena u doba SFRJ za sudjelovanje u antifašističkoj borbi, za novinarski rad i za širenje prijateljstva i razumijevanja među narodima.
Godine 1974. odlazi iz Vjesnika i djeluje kao nezavisna novinarka i spisateljica. Objavljuje niz knjiga.
O njezinom gledanju na novinarsku profesiju i potrebi za više političkih sloboda, govori sljedeći kratak izvod iz razgovora s Miroslavom Krležom godine 1979. Nakon turobnih riječi o odnosu političara prema novinarima, uz turobne misli o rastućoj društvenoj krizi i iznevjerenim mladenačkim idealima, slijedi kratko sučeljavanje o potrebi slobode i o riziku, koji sloboda donosi:
- Gdje se prave informacije kriju, nema i ne može biti slobode izražavanja. Bitka za prave probleme, bitka za istinu, i za to da vlast služi narodu, a ne obrnuto, narod vlasti, morala bi biti mnogo oštrija.
- Ti, dakle, misliš kako nema dovoljno slobode?
- Pa, nema je, nikada je nije dovoljno bilo, a niti će je dovoljno biti!
Pošto sam to ponovila i još jedanput naglasila, Krleža se, kao, malo ljutnu pa mi reče:
- Pa, dobro, bogamu, jesi li ti svjesna da taj Josip Broz pleše po jajima na ovom plemenskom Balkanu, u ovom ludom svijetu, i da mu nije nimalo lako?!
- To je istina, ali slobode bi ipak mogle biti veće.
(Susreti s poviješću, str. 309-310)

## Djela
- Veliki mir

Zapisi i putopisi iz Kine
- Deveto nebo

Drugo dorađeno i dopunje izdanje knjige Veliki mir
- Jošuini nasljednici

Izrael, Arapi, Palestina
- Kad mora uzavriju

Izbor reportaža i eseja s raznih kontinenata
- Susreti s poviješću, Zagreb: Prometej, 2000.

Razgovori sa svjetskim liderima: Ahmed Ben Bela (Alžir), kralj Mulaj Hasan II (Maroko),  Moamar el Gadafi (Libija), Idi Amin Dada (Uganda), Jaser Arafat (Palestina), Anuar el Sadat (Egipat), Zhou Enlai i Deng Xiaoping (Kina), Norodom Sihanuk (Kambodža), Mustafa el Barzani (Kurdistan) itd.
- Crni as i dvije grlice, Vlastita naklada, 2003 god.

Ratovi na Balkanu devedesetih godina i svijet u kojem živimo
Ad Media  Arhivirana inačica izvorne stranice od 20. veljače 2009. (Wayback Machine)